# Кивацкое
Кивацкое — село в Бугурусланском районе Оренбургской области России, в составе Аксаковского сельсовета.

## География
Село расположено на левом берегу реки Большая Бугурусланка, в 3 км к югу от центра сельского поселения села Аксаково.

## Население
| 2010 |
| ---- |
| 61   |

Национальный состав
По данным Всероссийской переписи населения 2010 года:
| № | Национальность | Численность, чел. | Доля |
| - | -------------- | ----------------- | ---- |
| 1 | мордва         | 21                | 35 % |
| 2 | русские        | 19                | 30 % |
| 3 | другие         | 21                | 35 % |